# 송악산 (제주)

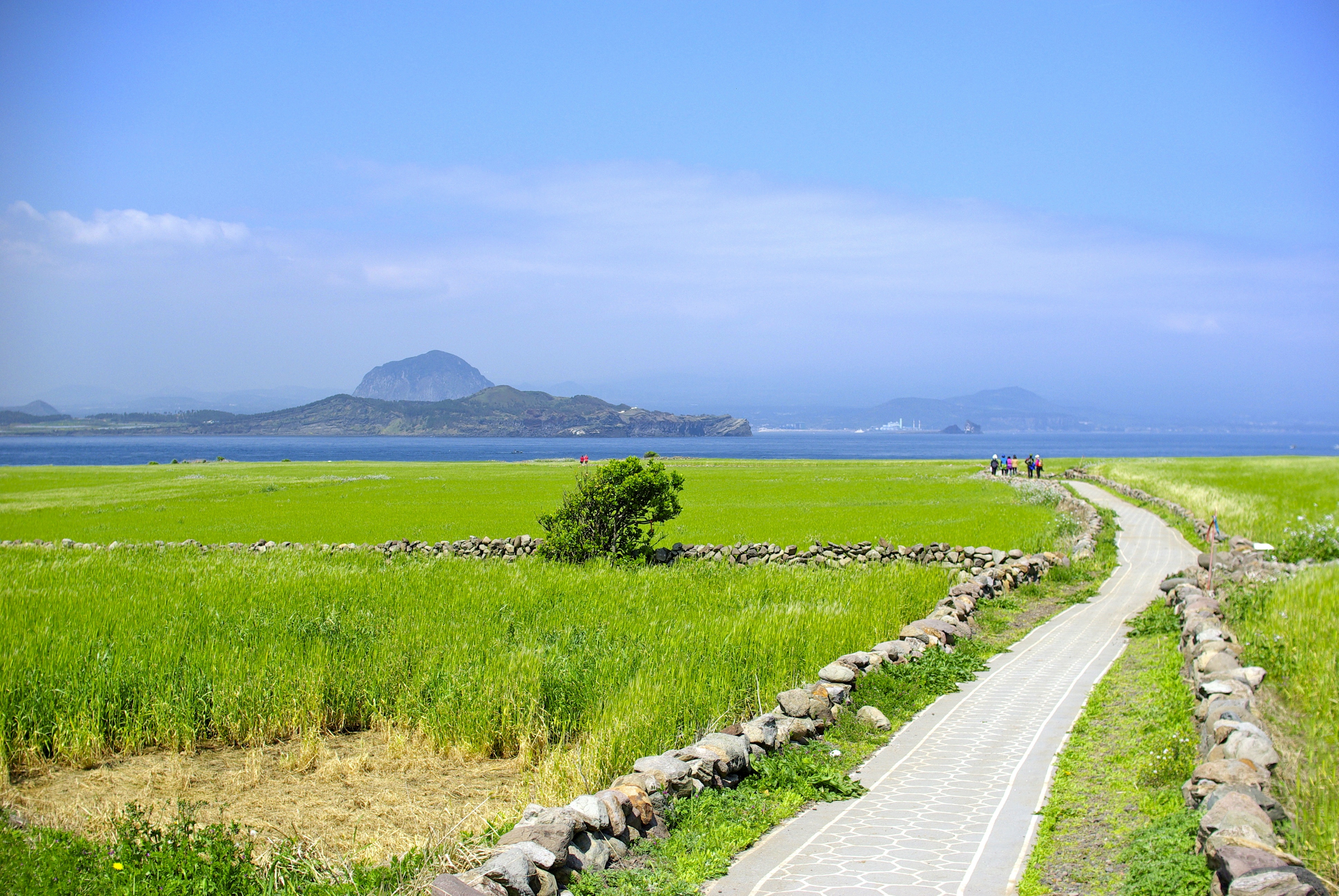
가파도에서 본 풍경. 멀리 산방산 앞에 송악산이 걸쳐보인다.

송악산(松岳山)은 대한민국 제주특별자치도 서귀포시 대정읍 상모리에 위치한 오름이다. 산방산과 이웃해 있으며 이중 분화구로 이루어져 있다.

## 역사
제2차 세계대전 당시 일본군은 송악산의 해안 절벽에 군사용 굴을 뚫어 기지화하였다. 일본군은 송악산 주변에 군용 비행장(현 알뜨르 비행장)을 만들어 가미카제 전투기의 출격과 같은 용도로 전쟁에 이용하였다. 한국전쟁이 발발하자 군경의 예비 검속에 의해 상모리 주민 132명이 송악산과 이어진 섯알오름에서 학살되었다. 당국은 학살 현장에 민간인 출입을 통제하고 은폐하였으나 1957년 우연히 유해가 드러나 발굴되었다. 유해가 뒤엉켜 있어 구분할 수 없었기 때문에 유가족들은 유해를 한데 모아 다시 132개의 작은 봉분을 만들고 백조일손지지를 조성하였다.

## 관광
송악산에 오르면 산방산, 가파도, 마라도, 형제섬 등을 한 눈에 볼 수 있다. 송악산 주변의 해역은 감성돔, 뱅에돔, 다금바리 등의 낚시터로 유명하다.

## 같이 보기
- 마라도
- 한라산
- 제주 화산섬과 용암 동굴